# Kolonia Bystrzyca
Kolonia Bystrzyca – wieś w Polsce położona w województwie lubelskim, w powiecie lubelskim, w gminie Niemce. 
W drugiej połowie XIX wieku była to część wsi Bystrzyca — stąd nazwa.
W latach 1975–1998 miejscowość należała administracyjnie do województwa lubelskiego. W latach 1973–76 w gminie Wólka.
Wieś stanowi sołectwo gminiy Niemce. Według Narodowego Spisu Powszechnego z roku 2011 wieś liczyła 64 mieszkańców.
Wierni Kościoła rzymskokatolickiego należą do parafii Wniebowzięcia Najświętszej Maryi Panny w Bystrzycy.

## Galeria

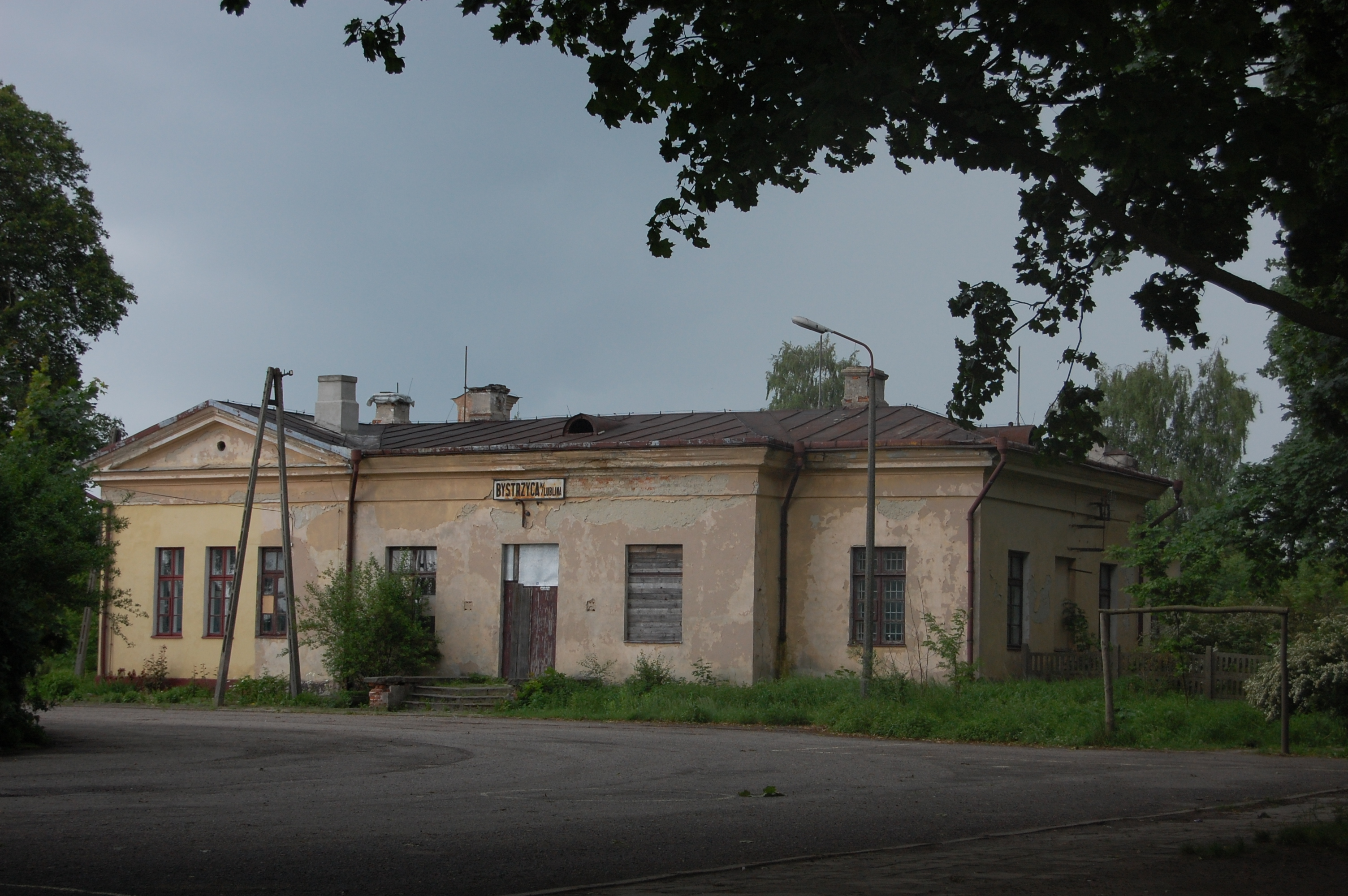
Stacja kolejowa Bystrzyca
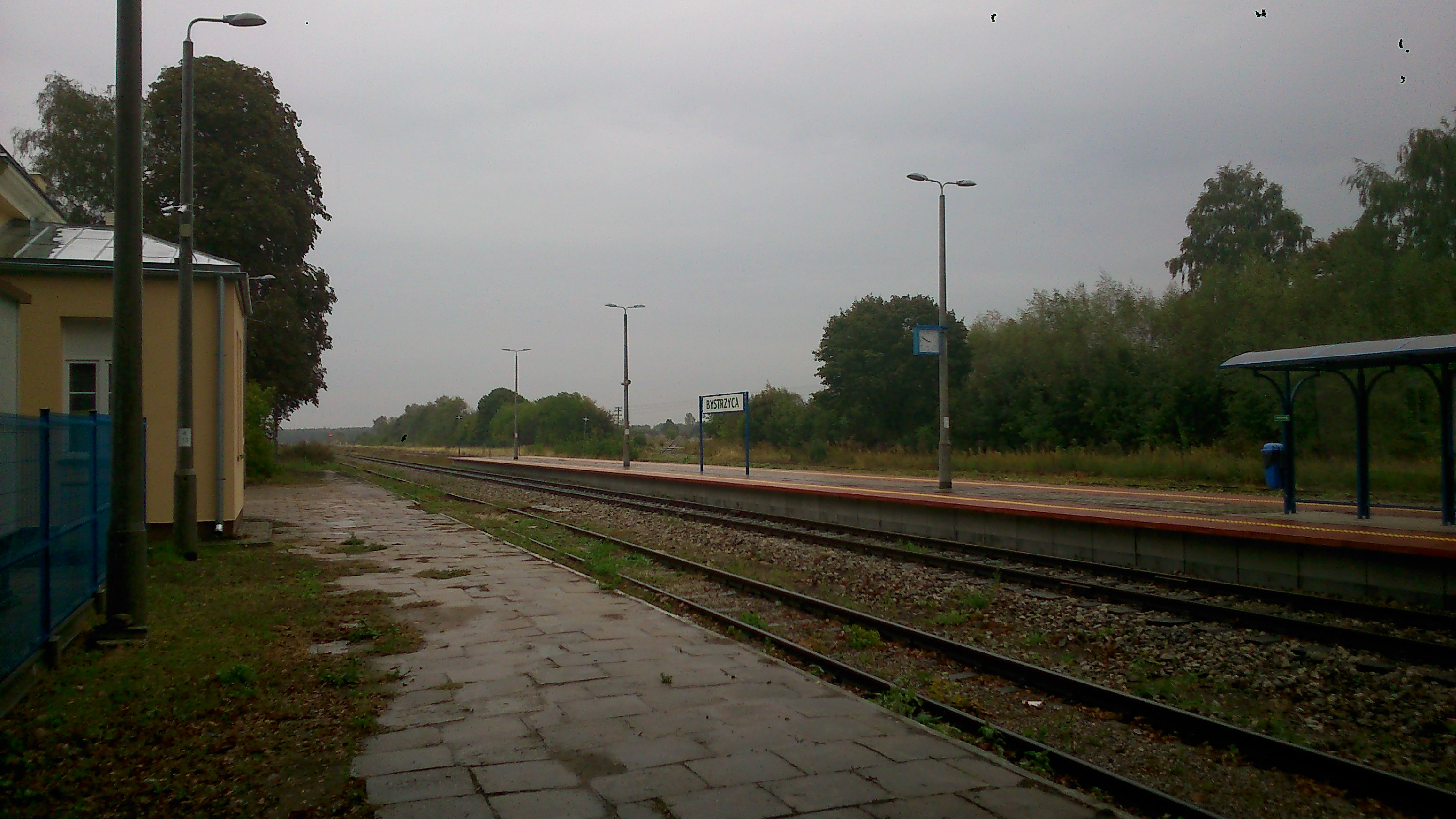
Widok od strony torów
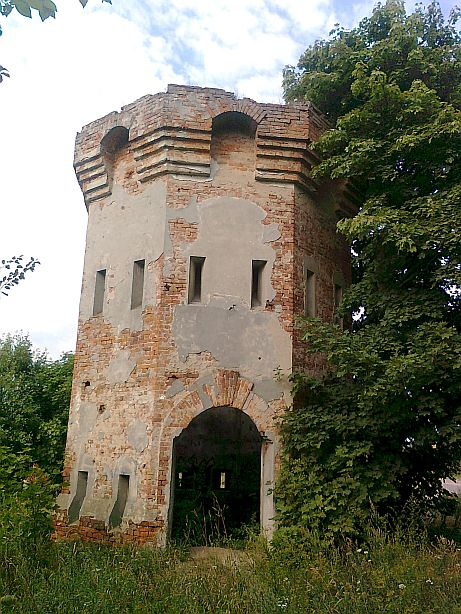
Wieża ciśnień przy stacji kolejowej